# Condado de Lincoln (Carolina del Norte)
El condado de Lincoln (en inglés: Lincoln County, North Carolina), fundado en 1779, es uno de los 100 condados del estado estadounidense de Carolina del Norte. En el año 2000 tenía una población de 63 780 habitantes con una densidad poblacional de 8.2 personas por km². La sede del condado es Lincolnton.

## Geografía
Según la Oficina del Censo, el condado tiene un área total de 795 km² (306,9 mi²), de la cual 774 km² (298,8 mi²) es tierra y 21 km² (8,1 mi²) es agua.

### Municipios
El condado se divide en cinco municipios:
Municipio de Catawba Springs, Municipio de Howards Creek, Municipio de Ironton, Municipio de Lincolnton y Municipio de North Brook.

### Condados adyacentes
- Condado de Catawba - norte
- Condado de Iredell - noreste (límites sólo agua)
- Condado de Mecklenburg - sureste
- Condado de Gaston - sur
- Condado de Cleveñand - oeste
- Condado de Burke - noroeste

## Demografía
En el 2000 la renta per cápita promedia del condado era de $41 421, y el ingreso promedio para una familia era de $47 752. El ingreso per cápita para el condado era de $18 877. En 2000 los hombres tenían un ingreso per cápita de $32 394 contra $22 362 para las mujeres. Alrededor del 9.20% de la población estaba bajo el umbral de pobreza nacional.

## Lugares

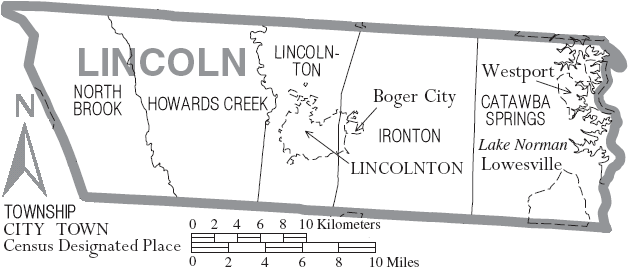
Mapa del Condado de Lincoln en Carolina del Norte con sus municipios

### Ciudades y pueblos
- Boger City
- Denver
- Iron Station
- Lincolnton
- Lowesville
- Westport
- Vale
- Pumpkin Center